# Gewöhnlicher Schweinswal
Der Gewöhnliche Schweinswal (Phocoena phocoena) ist ein bis zu 1,85 Meter langer Zahnwal. Seine Farbe ist oberseits schwarz, unterseits weiß. Er lebt in den Küstengewässern des Nordatlantiks vor Europa, Nordwestafrika und dem Osten Nordamerikas, im Schwarzen Meer sowie in den amerikanischen und asiatischen Küstengewässern des Nordpazifiks. Seine Nahrung sind Fische, Krebstiere und Tintenfische.
Schweinswale sind die mit Abstand häufigsten Wale in der Nord- und Ostsee, der Bestand ist jedoch rückläufig. Ursachen sind wahrscheinlich die Gifteinleitungen in die Meere und der Erstickungstod in Fischernetzen. Die Deutsche Wildtier Stiftung wählte den Gewöhnlichen Schweinswal zum Tier des Jahres 2022.
Besonders in älterer Literatur wird der Gewöhnliche Schweinswal auch „Kleiner Tümmler“, „Braunfisch“ (niederländisch: bruinvis) oder „Meerschwein“ genannt.

## Aussehen

Umrisszeichnung

Schweinswalskelett

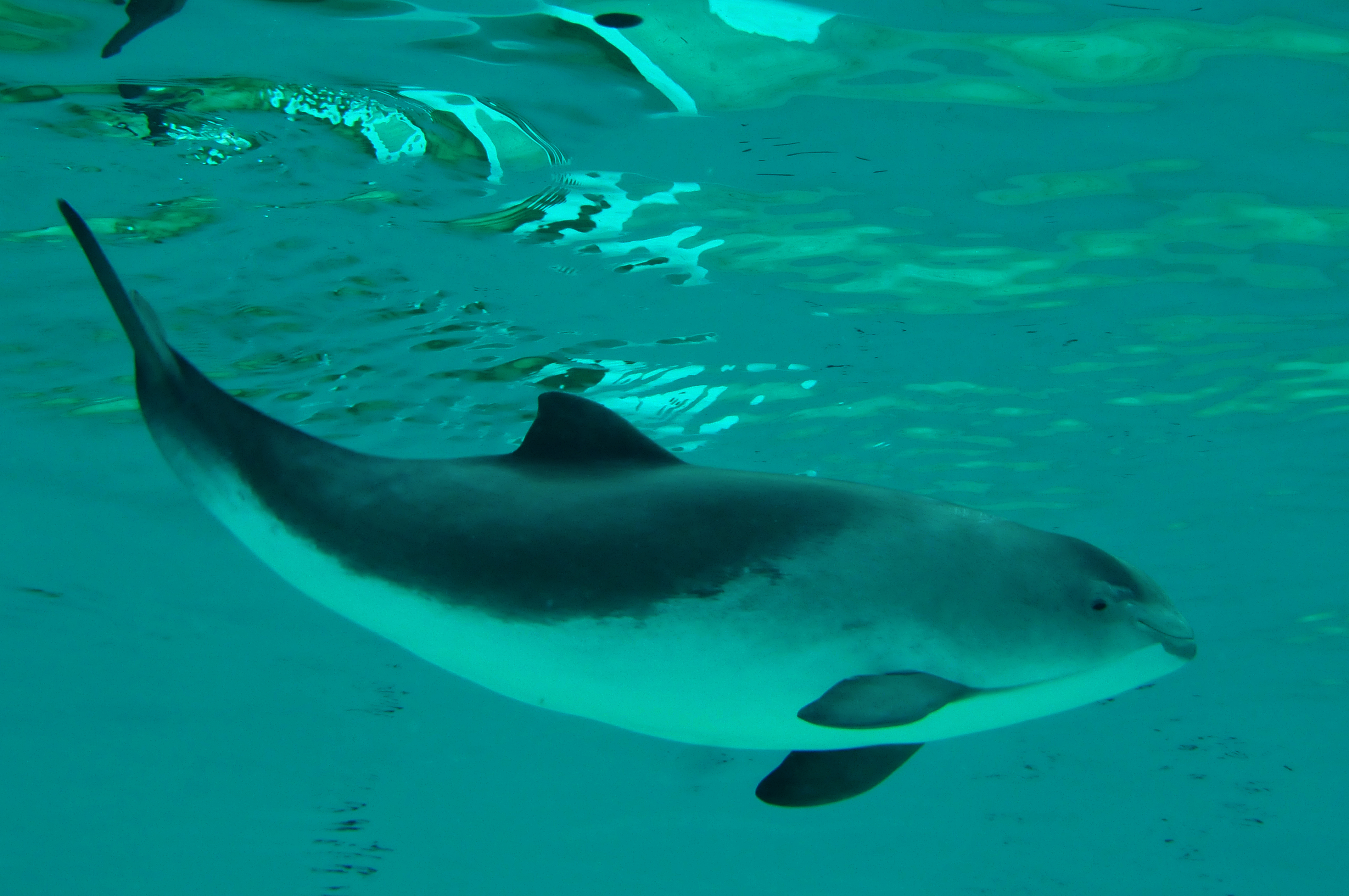
Seitenansicht

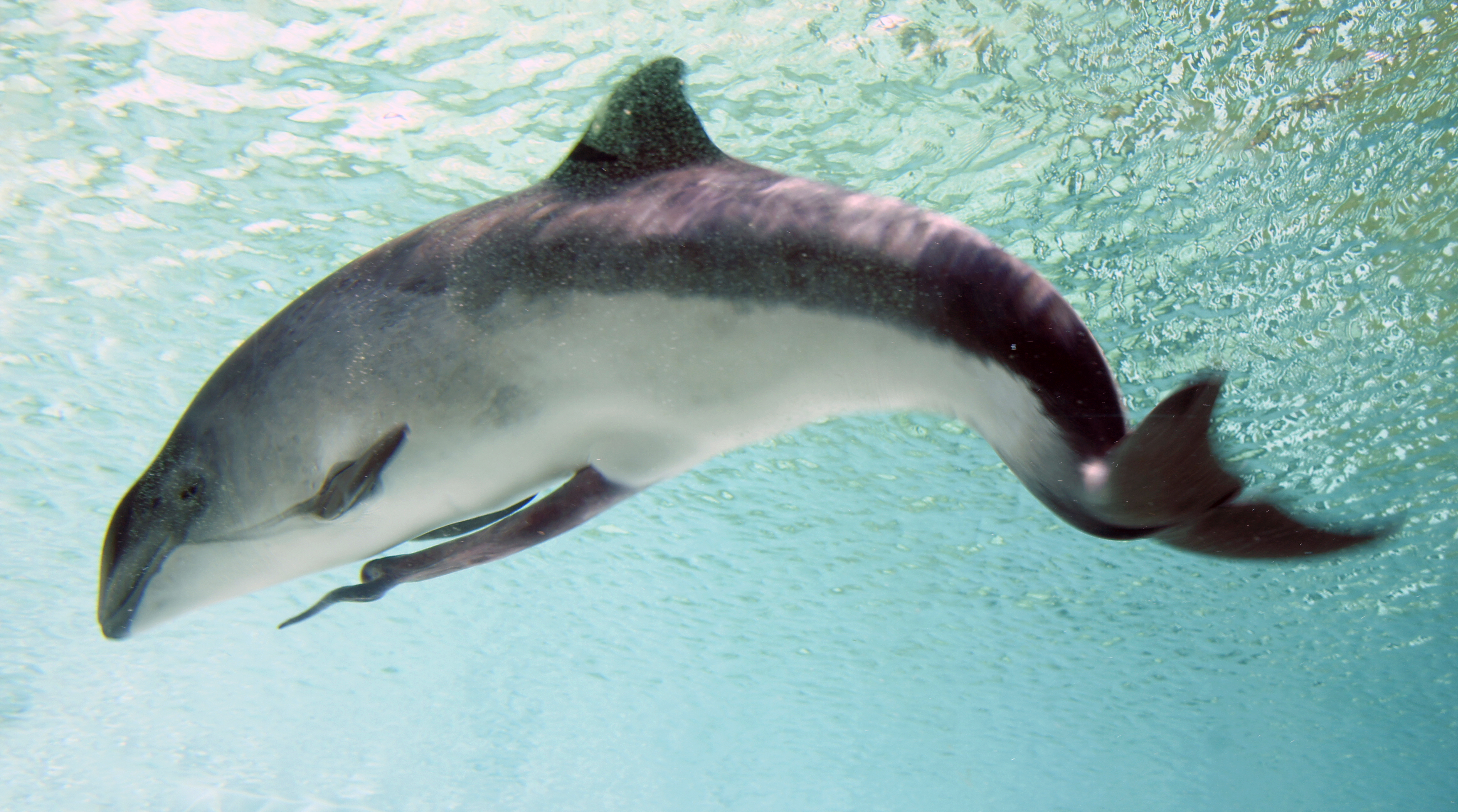
Ein männlicher Schweinswal mit ausgefahrenem Penis

Mit einer Körperlänge von maximal 1,85 Meter, in sehr seltenen Fällen auch über zwei Meter, ist der Schweinswal in europäischen Gewässern die kleinste vorkommende Art der Wale. Dabei schwanken die Körpergrößen je nach Untersuchungsgebiet, die Schweinswale der Ostsee werden durchschnittlich nur etwa 1,40 Meter (Männchen) bzw. 1,52 Meter (Weibchen) lang. Sein Körpergewicht beträgt durchschnittlich zwischen 50 und 60 Kilogramm, maximal etwa 90 Kilogramm. Weibchen sind größer und schwerer als die Männchen. Eine Unterscheidung der Geschlechter ist wie bei den meisten Walen anhand der Lage der Afteröffnung und der Genitalfalte möglich: Diese liegen bei den Weibchen eng beieinander im Afterbereich, bei den Männchen deutlich getrennt, wobei die Genitalfalte bei ihnen weiter vorne liegt.
Im Vergleich zu anderen Zahnwalen ist der Schädel der Tiere vorn nur relativ wenig ausgezogen, durch ein aufliegendes Fettpolster ist diese „Schnauze“, das Rostrum, jedoch äußerlich nicht erkennbar. Der Körper ist gedrungen mit einer flachen und dreieckigen Rückenfinne. Der Rücken ist schwarz und mit einem von der Rückenflosse ausgehenden grauen Feld versehen, der Bauch ist weiß. Vom Mundwinkel führt eine schwarze Zeichnung bis zum vorderen Ansatz der Flipper.
Die Rückenflosse, die Brustflossen, die Schwanzflosse (Fluke) sowie der Flukenstiel sind ebenfalls schwarz gefärbt. Bei jugendlichen Tieren sind auch Teile der Bauchseite schwarz, man spricht in diesem Fall von Jugendmelanismus. Albinismus ist unter den Schweinswalen sehr selten. Die Rückenflosse selbst besitzt keine konkave Rundung, sondern fällt hinten senkrecht ab, die Basis ist etwa doppelt so lang wie die Höhe der Flosse. Die Flipper sind relativ kurz und enden spitz. Die Fluke ist etwa 60 Zentimeter breit und kräftig gebaut.
Die Kiefer beinhalten im Oberkiefer auf jeder Seite 22 bis 28, im Unterkiefer 21 bis 25 sehr kurze Zähne, die blatt- bis spatelförmig sind. Die hinteren Zähne weisen eine dreihöckrige Kaufläche auf.

## Population und Verbreitung

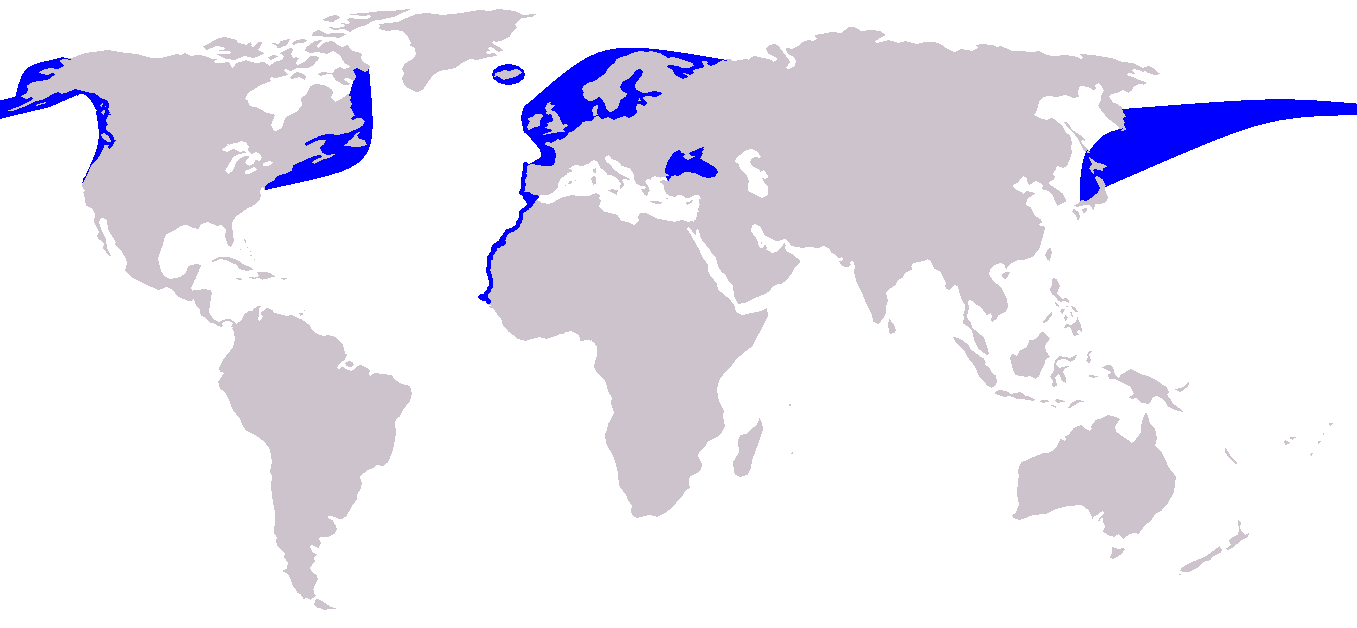
Der Schweinswal lebt in flachen Gewässern der Nordhalbkugel

Der Schweinswal bevorzugt flache Gewässer, dabei wandert er im Frühjahr in die Küstengewässer und im Herbst in die küstenferneren Gebiete.
Sein Verbreitungsgebiet umfasst große Teile der nördlichen Erdhalbkugel. An der amerikanischen Nordpazifikküste findet man die Tiere von Los Angeles bis an die Mündung des Mackenzie River in die Beaufortsee, an der asiatischen Pazifikküste vom Gelben Meer bis zur Tschuktschensee. Im Nordatlantik findet man ihn an der Ostküste Amerikas von Cape Cod bis Upernavik, manchmal auch an der grönländischen Küste bei Thule.
Die östliche Atlantikküste bevölkern die Schweinswale von Nordafrika (Senegal, Mauretanien, Marokko) über die gesamte europäische Küstenlinie bis an die Küsten von Spitzbergen inklusive der Nordsee. In der Ostsee wird die Beltsee besiedelt, wobei über das Kattegat Populationen mit der Nordsee ausgetauscht werden. Im Mittelmeer gibt es keine eigenen Bestände, allerdings kommt es nicht selten zu Einwanderungen in das westliche Mittelmeer bis Mallorca über die Meerenge von Gibraltar sowie in das östliche Mittelmeer (Ägäis) aus dem Schwarzen Meer, wo es eine eigene Population gibt. In jüngerer Zeit werden vermehrt wieder Schweinswale in norddeutschen Flüssen gesichtet, nachdem sie seit hundert Jahren zunehmend aufgrund der Wasserverschmutzung verschwunden waren. Im Jahr 2024 konnten dazu im Vergleich zu den Vorjahren fünf- bis zehnmal häufiger Schweinswale in Weser und Elbe detektiert werden. Erstmals konnten auch Schweinswallaute oberhalb des Emssperrwerkes aufgezeichnet werden.
Die Gesamtzahl der heute noch lebenden Schweinswale ist unbekannt, es wird jedoch davon ausgegangen, dass sie weltweit noch sehr hoch liegt. Das Bundesamt für Naturschutz gibt in seinem Monitoringbericht die Zahl für die deutschen Nordseegewässer in Abhängigkeit von der Jahreszeit mit 15.000 bis 54.000 an. Die Gesamtpopulation für die Nordsee wird auf 300.000 Exemplare geschätzt. Kleiner sind die Individuenzahlen einzelner Lokalpopulationen, vor allem im Schwarzen Meer und in der Ostsee. In der Ostsee wird der Bestand im westlichen Teil auf 800 bis 2.000 im östlichen und zentralen auf 100 bis 600 Tiere geschätzt. Gefährdet sind Schweinswale vor allem durch die Fischerei und die lauter gewordenen Meere durch Schiffsverkehr und Pfahlrammungen für Offshorewindparks, bei denen aus Kostengründen der schallvermindernde Blasenschleier nicht eingesetzt wird. Die Zahl der Totfunde hat sich in den letzten 10 Jahren an der Küste Mecklenburg-Vorpommerns verdreifacht. Die Art wird von der International Union for the Conservation of Nature and Natural Resources als gefährdet eingeschätzt.
Der Schweinswal steht in allen europäischen Staaten unter Naturschutz und ist im Anhang II des Washingtoner Artenschutzabkommens gelistet. Die Europäische Union verbietet Einfuhr, Transport und Haltung.

## Lebensweise
Schweinswale bevorzugen als Lebensraum ruhige Küstenbereiche mit mäßiger Tiefe von etwa 20 Metern, kommen jedoch gelegentlich auch in Hochseegewässern vor.
Sie ernähren sich beinahe ausschließlich von Fischen, daneben auch von Borstenwürmern, Schnecken, Krebstieren und Tintenfischen. Die Nahrungszusammensetzung variiert je nach den geografischen Verhältnissen. In der Nordsee stellen Plattfische (Pleuronectiformes) einen sehr großen Anteil dar, in der Ostsee Grundeln (Gobiidae), außerdem in beiden Gewässern Kabeljau (Gadus morhua). Die gefressenen Fische sind dabei meistens kleiner als 25 Zentimeter, da die Schweinswale größere Fische nicht verschlucken können. Die Nahrungssuche findet vor allem am Gewässergrund statt, wo der Schweinswal den Boden aufwühlt. Die Tagesration eines Wales liegt bei etwa 4,5 Kilogramm Fisch.

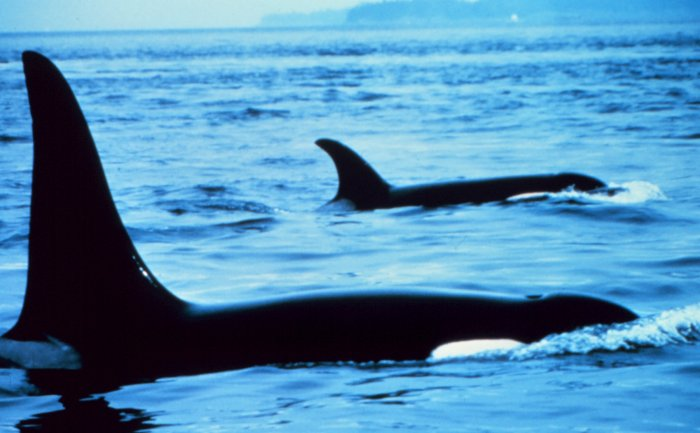
Schwertwale gehören zu den Feinden des Schweinswals

Natürliche Feinde der Schweinswale sind vor allem größere Haie und Schwertwale. So fand man Schweinswalreste im Magen des Grönlandhais (Somniosus microcephalus) sowie des Weißen Hais (Carcharodon carcharias). Der Schwertwal (Orcinus orca) stellt im Vergleich zu den Haien jedoch den natürlichen Hauptfeind der Schweinswale dar. Daneben verhalten sich auch andere Zahnwale gelegentlich aggressiv gegenüber ihrem kleinen Verwandten. So wurden mehrfach Große Tümmler (Tursiops truncatus) und Gemeine Delfine (Delphinus delphis) beobachtet, die Schweinswalen durch Stöße mit ihrem Kopf in die Flanke schwere Verletzungen beibrachten. Als bedeutender Fressfeind wurde durch Untersuchungen an gestrandeten Kadavern junger Schweinswale auch die Kegelrobbe nachgewiesen.
Als Parasiten sind vor allem Meerneunaugen sowie Fadenwürmer, Saugwürmer, Bandwürmer und Kratzer nennenswert. Die durch die Fischnahrung aufgenommenen Fadenwürmer der Gattung Ansisakis werden dabei regelmäßig in großen Knäueln im Magen der Wale gefunden und Stenurus minor bevölkert die Bronchien, die Lunge sowie das Herz-Kreislaufsystem und kann durch Ansiedlung im Gehör die Wale auch taub machen. Ein besonders häufiger Parasit des Magen-Darm-Traktes sowie der Gallengänge ist der Saugwurm Campula oblanga, der unter anderem Hepatitis und Cholangitis auslösen kann. Außenparasiten wie etwa die Walläuse sind bei den Schweinswalen dagegen eher selten zu finden.

## Verhalten
Schweinswale leben meistens als Einzelgänger oder in Zweierverbänden. Größere Gruppen bis maximal sieben Tiere, Schulen genannt, konnten bislang nur selten beobachtet werden. Zur Paarungszeit und zur Nahrungssuche treffen sich gelegentlich mehrere Schulen, sodass Herden von über hundert Tieren entstehen können. Diese sind jedoch selten und nicht sehr lange von Bestand. Jungtiere bleiben immer eine Zeit lang bei ihrer Mutter, die genaue Dauer ist unbekannt. Dabei ist die Bindung zwischen Jungtier und Mutter sehr eng und allein gelassene Junge stoßen Stresslaute aus, um die Mutter zu rufen.
Ebenfalls nicht bekannt ist, ob Schweinswale Reviere bilden und diese gegen Eindringlinge verteidigen, oder ob es eine Rangordnung unter Schweinswalen gibt. Allerdings wurde von Drohverhaltensweisen bei Schweinswalen berichtet. So droht ein Tier einem anderen durch Zuwenden des Kopfes und Ausstoßen von Klicklauten, danach kommt es zu einem Kopfnicken sowie Schlägen mit dem Schwanz.
Schweinswale erreichen Geschwindigkeiten von maximal etwa 22 km/h und springen nur sehr selten aus dem Wasser. Die maximale Tauchtiefe beträgt etwa 90 Meter und die Tauchzeit etwa sechs Minuten. Die meiste Zeit schwimmen die Tiere mit einer Geschwindigkeit von etwa 7 km/h dicht unter der Wasseroberfläche und durchstoßen diese beim normalen Schwimmen etwa zwei- bis viermal pro Minute, um zu atmen. Beim Auftauchen verkrümmt der Wal seinen Körper zu einem Halbkreis und taucht direkt nach dem Atemvorgang mit dem Kopf voran wieder ab. Hermann Burmeister beschrieb 1853 dieses Verhalten folgendermaßen:

„Das Thier taucht zuerst mit dem Scheitel aus dem Wasser und stark schnaufend Athem; dann biegt es sich kopfüber abwärts, kugelt sich gleichsam hinunter, sodass nacheinander in stark gekrümmter Stellung der Nacken, der Rücken mit der hohen Finnflosse und zuletzt der Schwanzrücken aus dem Wasser sich erheben; aber weder die breite Schwanzflosse noch die Brustflossen kommen dabei zu Gesicht.“

Den Vortrieb liefert beinahe ausschließlich die Schwanzflosse, die auf- und abwärts geschlagen wird. Die Brustflossen dienen vor allem der Steuerung und der Stabilisierung im Wasser. Einen wesentlichen Einfluss auf die Geschwindigkeit hat die Beschaffenheit der glatten Haut sowie die stromlinienförmige Gestalt der Tiere. Ausgedehnte Ruhephasen gibt es nicht, stattdessen verharren die Tiere mehrmals in der Stunde für vier bis sechs Sekunden in einer Ruhestellung an der Wasseroberfläche, wobei sie jedoch absinken und dann wieder in ihren natürlichen Bewegungsrhythmus zurückfallen.
Eine wichtige Rolle im Verhalten der Schweinswale spielt die Fähigkeit, Laute von sich zu geben, das Spektrum ist dabei sehr groß. Die Kommunikation der Tiere erfolgt über Klicklaute, die aus hochfrequenten (110 bis 150 Kilohertz) und tieffrequenten (etwa 2 Kilohertz) Tönen aufgebaut sind. Hinzu kommen Töne, die die Tiere zur Echolokalisation abgeben, die sowohl niederfrequente Anteile um 1,5 Kilohertz beinhalten als auch hochfrequente Anteile um 100 Kilohertz. Durch Untersuchungen der Laute konnten dabei typische Laute der Erkundung und Orientierung, der Dominanz, der Werbung um Partner, der Hilfeleistung sowie der Warnung vor Gefahren identifiziert werden. Für die Evolutionsbiologie interessant ist die Erkenntnis, dass die Ortungslaute der Schweinswale außerhalb des Hörbereichs des Großen Schwertwales liegen. Man geht davon aus, dass sich dieser Unterschied als Ergebnis des Räuber-Beute-Verhältnisses entwickelt hat.

## Fortpflanzung und Entwicklung

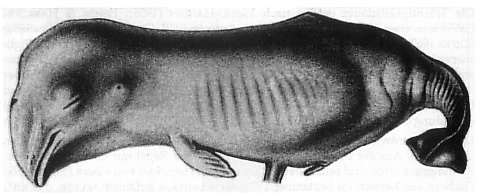
Schweinswalembryo von etwa 9 cm Länge (aus Kükenthal 1893)

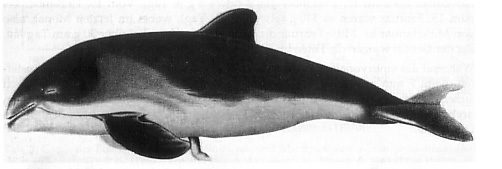
Schweinswalfötus von etwa 68 cm Länge (aus Kükenthal 1893)

In einem Alter von etwa drei bis vier Jahren werden die Weibchen der Schweinswale geschlechtsreif, die Männchen bereits nach zwei bis drei Jahren. Die Paarungszeit liegt in den europäischen Gewässern zwischen Mitte Juli und Ende August. Während dieser Zeit schwellen die Hoden der männlichen Tiere enorm an, diese wiegen während der meisten Zeit des Jahres etwa zwei Gramm, in der Paarungszeit bis über 400 Gramm. Die Paarung findet bei den meisten Populationen im tieferen Wasser statt, bei anderen im sehr seichten Küstenbereich.
Die meisten Beobachtungen über das Paarungsverhalten stammen von gefangenen Schweinswalen. Es besteht aus einem Vorspiel sowie der nachfolgenden Paarung. Dabei verfolgt ein Männchen zuerst ein ausgewähltes Weibchen und versucht, einen ersten Berührungskontakt mit den Rückenflossen herzustellen. Heck (1915) beschrieb dies folgendermaßen: „Während der Brunst sind sie äußerst erregt, durcheilen pfeilschnell die Fluten, verfolgen sich wütend und jagen eifrig hinter den Weibchen drein.“
Danach folgen ein „Streicheln“ sowie ein „Überkreuzschwimmen“ (cross-swimming) der Tiere. Hinzu kommt ein Vorzeigen der Bauchseite durch das Männchen und ein Knabbern an den Flossen des Weibchens. Die Kopulation erfolgt lotrecht an der Wasseroberfläche und dauert nur einige Sekunden. Danach können sich das Vorspiel und die Kopulation wiederholen.
Die Schwangerschaft dauert bei Schweinswalen etwa zehn bis elf Monate, sodass die Jungtiere im Frühsommer zwischen Mai und Juni zur Welt kommen. Dabei wird meistens nur ein Jungtier geboren, Zwillingsgeburten sind extrem selten. Uneinigkeit herrscht darüber, ob ein Weibchen jedes Jahr ein Junges oder nur alle zwei Jahre eines bekommt. Die Geburt selbst ist aufgrund der bei den Walen fehlenden Beckenknochen relativ unkompliziert und findet während des normalen Schwimmens statt. Die peristaltischen Geburtswellen dauern etwa eine bis zwei Stunden an. Das Jungtier und die Plazenta, welche die Nachgeburt bildet, lösen sich voneinander, nachdem die Nabelschnur mit dem Verlassen des Kopfes als letztem Körperteil des Jungtieres abreißt. Die Jungtiere schwimmen direkt nach der Geburt selbstständig an die Wasseroberfläche und nehmen ihre ersten Atemzüge.
Das Jungtier ist bei der Geburt zwischen 65 und 90 Zentimeter lang und wiegt zwischen fünf und sieben Kilogramm. Das Jungtier wird über acht bis neun Monate von der Mutter gesäugt, es frisst allerdings bereits mit fünf Monaten seine erste Fischnahrung. Beim Säugen legt sich das Muttertier auf die Seite und ermöglicht so dem Jungtier die Atmung an der Wasseroberfläche. Die Milch besteht etwa zur Hälfte aus Fett und enthält im Vergleich zu anderen Säugetieren einen hohen Anteil an Rohprotein und Mineralstoffen. Mit dem Beginn des Fischfangs brechen beim Jungtier auch die ersten Zähne durch, mit etwa sieben Monaten haben die Jungtiere ihr vollständiges Gebiss, nach ungefähr einem Jahr trennen sie sich von der Mutter. Muttertiere halten sich mit ihren Jungtieren meistens sehr viel näher an der Küste auf als ihre Artgenossen.
Das maximale Alter von Schweinswalen wird auf etwa 20 Jahre geschätzt, wobei die meisten Tiere nicht älter als acht bis zehn Jahre werden.

## Forschungsgeschichte

Größenvergleich zwischen Schweinswal und Mensch

Der Gewöhnliche Schweinswal stellt neben den Delfinen einen der am frühesten für die Forschung zugänglichen Wale dar, da er als Bewohner der flachen Küstenbereiche Europas auch vom Land aus beobachtet werden konnte. Felszeichnungen aus der Steinzeit, wie sie etwa in Roddoy und Reppa (Norwegen) gefunden wurden, zeigen, dass die Tiere auch frühen Kulturen bekannt waren. Ein großer Teil der Erkenntnisse, die für die Gesamtheit der Wale bzw. der Zahnwale gelten, wurden erstmals bei den Schweinswalen entdeckt.
Eine erste Beschreibung eines Schweinswals lieferte Aristoteles 350 v. Chr. mit den Angaben, dass die Schwangerschaft der von ihm Phokaina genannten Wale etwa zehn Monate dauert und dass die Wale schlafend den Kopf über Wasser halten und „schnarchen“. Trotzdem ordnete er die Wale den Fischen zu. Seine sehr genauen Beschreibungen wurden von den Römern zwar übernommen, aber inhaltlich mit den Erkenntnissen über die Delfine vermischt. Hier ist vor allem Plinius der Ältere zu nennen, der eine umfassende Naturgeschichte verfasste. Auch in der Kunst dieser und nachfolgender Zeiten findet sich diese Vermischung wieder, so wurden Delfine seitdem mit einem hochgewölbten, für Schweinswale typischen Kopf und einer langen, für Delfine typischen Schnauze dargestellt.
Bis in das späte Mittelalter wurden die Erkenntnisse der Griechen und Römer über die Schweinswale nicht wesentlich erweitert, sondern häufig nur noch weiter verfälscht und abstrahiert. In den Schriften von Konrad von Megenberg, um 1340, kann man etwa über das „Meerschwein“, eine alte Bezeichnung der Schweinswale, nachlesen:

„Porcus marinus heißt ein Meerschwein und ist ein essbarer Fisch. Er hat fast ganz die Gestalt eines wirklichen Schweines. Seine Zunge ist, wie beim gewöhnlichen Schwein, lose, es fehlt ihm aber die Stimme, die das Schwein besitzt. Auf dem Rücken hat er Stacheln, in denen Gift ist. Die Galle der Fische ist aber ein Gegenmittel gegen das Gift. Die Meerschweine leiden viel Angst und Noth, wie Plinius berichtet, sie suchen ihre Nahrung am Grunde des Meeres und wühlen, wie die richtigen Schweine in der Erde. An der Kehle haben sie einen Rüssel.“

Wissenschaftlicher wurden dann erst wieder die Beschreibungen des 16. Jahrhunderts, allen voran die von Conrad Gessner, Pierre Belon und Guillaume Rondelet. Rondelet begann damit, aufgrund kritischer Beobachtungen die fabelartigen Anteile aus den Tierbeschreibungen zu filtern. Durch Sektionen konnte er auch die Entwicklungsstadien des Fötus studieren und die Anatomie des Walgehirns betrachten. Belon entdeckte die Besonderheiten des Walskeletts durch Sektionen an Schweinswalen und Delfinen. Weitere Erkenntnisse kamen durch Ulisse Aldrovandi und Johannes Jonstonus (John Johnston) im 17. Jahrhundert hinzu. Bei einer Schweinswalsektion des dänischen Forschers Thomas Bertholin war sogar der König Frederik III. samt Gefolge anwesend. Bertholin selbst war der erste Wissenschaftler, der den für Zahnwale typischen Kehlkopf beschrieb. Auch Edward Tyson und Francis Willughby brachten neue Erkenntnisse.
Eine der ersten anatomischen Beschreibungen der Atemwege des Schweinswals stammt aus dem Jahr 1671 von John Ray, der den Schweinswal dennoch den Fischen zuordnete, wie seit Aristoteles üblich.

„Das Rohr im Kopf, durch welches diese Art Fisch seinen Atem bezieht und Wasser spuckt, liegt vor dem Gehirn und endet nach außen in einem einfachen Loch, aber innenwärts ist es durch ein knöchernes Septum geteilt, als wären es zwei Nasenlöcher; aber darunter eröffnet es sich wieder in den Mund in einen Hohlraum.“

Die wissenschaftliche Beschreibung und die Einordnung in die Systematik erfolgte durch Carl von Linné 1758 als Delphinus phocaena. Dabei ordnete er auch erstmals die Wale den Säugetieren zu. Georges Cuvier schuf 1816 die Gattung Phocoena. Im Verlauf des 19. und 20. Jahrhunderts wuchs das Wissen über die Wale und damit auch der Schweinswale massiv an. Besonders die Anatomie, die Physiologie und später auch das Verhalten und die Ökologie der Wale wurden umfangreich erforscht. Wichtige Arbeiten stammten dabei etwa von Étienne Geoffroy Saint-Hilaire, Wilhelm Ludwig Rapp und später ganz besonders Willy Kükenthal.

## Systematik und Unterarten
Der Schweinswal gehört gemeinsam mit dem Kalifornischen Schweinswal (Phocoena sinus), dem Brillenschweinswal (Phocoena dioptrica) und dem Burmeister-Schweinswal (Phocoena spinipinnis) in die Gattung Phocoena innerhalb der Schweinswale (Phocoenidae).
So wie der Schweinswal an vielen Teilen der Welt lebt, so kann er auch recht unterschiedlich aussehen, denn die einzelnen, regionalen Populationen vermischen sich kaum. Die Vertreter im Schwarzen Meer sind durchwegs kleiner als die der Ostsee und die westatlantischen Tiere größer als diejenigen im Ostatlantik vor der europäischen Küste. Außerdem sind die Ostsee-Schweinswale dunkler als die der Nordsee und besitzen eine spezielle Speckschicht. Die Tiere aus dem Schwarzen Meer weisen mehr Tuberkeln vor der Rückenfinne auf und haben sich physiologisch auf niedrigere Salzgehalte eingestellt.
Als voneinander vollständig abgeschlossene Metapopulationen und somit als Unterarten werden folgende angesehen:
- Phocoena phocoena vomerina im Pazifik
- Phocoena phocoena phocoena im Atlantik
- Phocoena phocoena relicta im Schwarzen Meer

Innerhalb dieser Metapopulationen können weitere, kleinräumigere Populationen unterschieden werden. Allein die Schweinswale der europäischen Küsten werden dabei in etwa zehn mehr oder weniger geschlossene Populationen aufgeteilt. Dabei scheint beispielsweise die Population der Ostsee einen relativ großen Genaustausch mit der Population der nördlichen Nordsee zu haben; gegenüber den Schweinswalen der südlichen Nordsee besteht dagegen aufgrund des unterschiedlichen Wanderverhaltens eine genetische Barriere.

## Bedrohung und Schutz

### Fischerei und Walfang
Der Schweinswal wurde bereits seit dem Mittelalter gejagt. Erste Erwähnungen des Schweinswalfanges stammen aus der Normandie, wo er seit 1098 belegt ist. Die Küste wurde den „Walmanni“ zugeteilt, die organisierte Fangzüge durchführten.

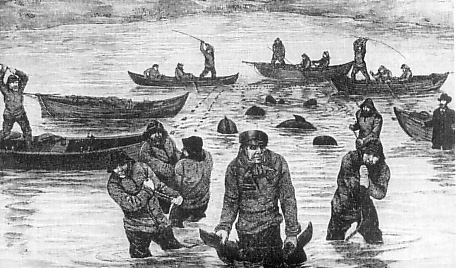
Walfang auf den Gewöhnlichen Schweinswal im Gamborg-Fjord 1883

In Middelfart auf Fünen (Dänemark) ist der Schweinswalfang seit etwa 1500 belegt. Hier fand er durch eine Zunft von „Meerschweinjägern“ (Marsvinsjaeger-Langet) statt, die mit zehn Booten und jeweils drei Mann Besatzung die Schweinswale fingen. Die Innungsregeln waren streng festgelegt und wurden auf königliches Geheiß geregelt.
Auch in Flandern, im Ärmelkanal, an der dänischen, der deutschen und an der polnischen Küste wurde der Schweinswal kommerziell genutzt. Wie im obigen Beispiel von Middelfart war auch hier der Fang häufig streng geregelt. So musste etwa an der polnischen Küste jeder „Delfinfischer“ zwei Mark Jahressteuer an den amtierenden Fischereimeister abgeben. Die Marktpreise waren etwa in Königsberg um 1379 festgelegt. Dabei war in allen Ländern der Walfang eher ein Nebengeschäft neben dem regulären Fischfang und wurde nur von wenigen Fischern ausschließlich betrieben.
Bis ins 19. Jahrhundert wurden so etwa 1000 bis 2000 Tiere pro Jahr gefangen, bis 1944 nahm die Quote auf etwa 320 Tiere ab. Heute findet der kommerzielle Fang der Schweinswale vor allem im Schwarzen Meer statt, in allen europäischen Staaten ist er verboten. Entsprechend treten Schweinswale wie andere Kleinwale vor allem als Beifang auf, dort jedoch teilweise in hohen Mengen von jährlich über 4.000 Exemplaren. Sie verheddern sich dabei in Fischnetzen, aus denen sie sich nicht mehr befreien können, sodass sie wegen Sauerstoffmangels ersticken.
Heute liegt die Bedrohung des Wals in der Fischerei als Beifang, bei dem die mitgefangenen Tiere wieder oft verletzt ins Meer gelassen werden und dann qualvoll an den Stränden verenden.

### Umweltverschmutzung durch den Menschen
Die Hauptbedrohung der Schweinswale liegt heute in der zunehmenden Umweltverschmutzung der Meere. Vor allem Schwermetalle wie Quecksilber, Blei oder Cadmium lagern sich in der Muskulatur und der Leber der Wale ab. In der Speckschicht konzentrieren sich fettlösliche Umweltgifte wie polychlorierte Biphenyle (PCB) oder (mittlerweile abnehmend) Dichlordiphenyltrichlorethan (DDT). Teerrückstände sowie Reste von Ölfilmen führen zu Hautnekrosen und gemeinsam mit den anderen Vergiftungen zu einer Schwächung der Tiere, wodurch wiederum die Anzahl erkrankter und stark durch Parasiten befallener Tiere zunimmt. PCB-Gehalte von über 70 ppm (Millionstel Anteilen) können bei Robben und Walen zu Sterilität führen, eine Menge, die bei nicht wenigen Schweinswalen gefunden werden konnte. Die höchste PCB-Konzentration bei einem Schweinswal betrug bislang 260 ppm und wurde 1976 festgestellt.
Anhand von Analysen konnten 2008 an der gesamten deutschen Ostseeküste insgesamt achtzehn Schweinswale als Beifang kategorisiert werden. 2010 wurden nur sechs Tiere als „Verdacht auf Beifang“ diagnostiziert, jedoch kann man dies aufgrund des oftmals fortgeschrittenen Verwesungszustandes nicht mehr eindeutig feststellen. Vergleicht man die Beifangdaten der Nord- und Ostsee mit den Daten weltweit, ist die Beifangrate außerhalb der deutschen Küsten erheblich größer. Die Population in der Ostsee ist mittlerweile so klein, dass jeder noch so kleine Beifang dramatische Wirkungen zeigt. Vor allem dort, wo das weltweite Verbot von Beifang nicht so stark kontrolliert wird und die Strafen nur gering ausfallen, werden viele Meeressäugetiere absichtlich mitgefangen und nicht wieder der Freiheit ausgesetzt.
Auch die zunehmende Verlärmung der Meere gefährdet den Schweinswal. Im Jahr 2007 plante ein Erdölkonzern rund um die Doggerbank in der Nordsee mit niederfrequenten Schallwellen aus Luftkanonen nach Öl- und Gasvorkommen zu suchen. Es waren Schallwellen mit einer Stärke von 180 Dezibel geplant. Naturschutzverbände fürchteten die Vertreibung der Tiere durch die starken Schallemissionen. Von Sprengungen von Altmunition geht ebenfalls eine erhebliche Gefährdung der Schweinswale aus.
Stress für die küstennah lebenden Wale macht daneben der Lärm von Schiffsmotoren, der die Orientierung der Tiere stört.
In letzter Zeit kommt dazu der Unterwasserlärm der beim Rammen bestimmter Fundamente von Offshore-Windparks entsteht. Während der Gründungsarbeiten für BARD Offshore 1 wurden in einer Entfernung von 750 Metern zum Pfahl Einzelereignispegel gemessen, die deutlich über dem UBA-Grenzwert von 160 Dezibel lagen. Derzeit (2012) werden allerdings Schutzmaßnahmen wie Blasenschleier und Kofferdämme getestet, die bei weiteren Projekten zum Einsatz kommen sollen, bei ersten Projekten kommen diese bereits zum Einsatz. So wurden zum Beispiel beim Bau von Trianel Windpark Borkum erfolgreich Blasenschleier zur Schallminderung eingesetzt. Zudem werden andere Gründungsmöglichkeiten untersucht, bei denen auf das schallintensive Rammen der Monopiles verzichtet werden kann. Durch den angehenden intensiven Ausbau der Offshore-Windenergie ist nach Angaben des Umweltbundesamtes zu erwarten, dass der Schweinswal irreversible Verletzungen des Gehörs erleidet oder gar die Taubheit erlangt. Möglicherweise wird diese Art aus den Lebensräumen um die Offshore-Windenergieanlagen völlig vertrieben.

### Nationale und Internationale Schutzbemühungen
In großen Teilen ihres Verbreitungsgebiets sind Schweinswale durch nationale Gesetze geschützt. Ein Beispiel hierfür ist der Marine Mammal Protection Act in den USA.
Darüber hinaus gibt es internationalen Schutzstatus in den Ländern der Europäischen Union durch Richtlinien wie die Flora-Fauna-Habitat-Richtlinie oder die Meeresstrategie-Rahmenrichtlinie. Im Norden und Westen Europas bemühen sich die Staaten außerdem, durch Zusammenarbeit unter dem spezialisierten Abkommen zur Erhaltung der Kleinwale in der Nord- und Ostsee, des Nordostatlantiks und der Irischen See (ASCOBANS) den Erhaltungszustand der Populationen zu verbessern.
Die Population im Schwarzen Meer wird vom Übereinkommen zum Schutz der Wale des Schwarzen Meeres, des Mittelmeeres und der angrenzenden Atlantischen Zonen (ACCOBAMS) abgedeckt.
Um auf die Gefährdung der Schweinswale aufmerksam zu machen, gab die Deutsche Post AG mit dem Erstausgabetag 2. Januar 2019 ein Postwertzeichen im Nennwert von 45 Eurocent heraus. Der Entwurf stammt von Ingrid Hesse aus München.
Auf der COP 14 dem 14. internationalen Tagung des CMS (englisch Convention on the Conservation of Migratory Species of Wild Animals ‚Übereinkommen zur Erhaltung wandernder wild lebender Tierarten‘, meist kurz „Bonner Konvention“) 2024 in Samarqand wurde beschlossen die vom Aussterben bedrohten Ostsee-Schweinswal in den Anhang I (englisch Appendix I) der Schutzliste der Bonner Konvention aufzuzunehmen. Aufgrund der akuten Gefährdung der noch wenige hundert Exemplare der Schweinswalpopulationen in der zentralen Ostsee und vor der Iberischen Halbinsel sollen mit dieser Maßnahme die wandernde Schweinswale künftig besser geschützt und internationaler Schutz und Notfallmaßnahmen koordiniert durchgesetzt werden.

## Haltung

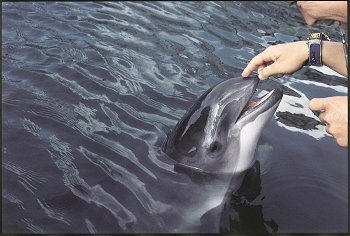
Schweinswal in Gefangenschaft

Aufgrund seiner relativ geringen Größe wurde von Aquarien und Tierparks der Versuch unternommen, Schweinswale in Gefangenschaft zu halten. Er ist jedoch aufgrund seiner Umweltansprüche und hohen Anfälligkeit nicht gut für die Haltung geeignet. Ein Großteil der zur Haltung gefangenen Tiere verendet nach wenigen Wochen. Aus diesen Gründen erfolgt die Haltung von Schweinswalen heute beinahe ausschließlich zu wissenschaftlichen Untersuchungen oder zur Pflege zufällig gefangener und verletzter Tiere.
Die ersten bekannten Haltungsversuche fanden 1862 in London und 1864 im Zoologischen Garten in Hamburg, weitere 1914 in Brighton und 1935 in Berlin statt. Bei all diesen Versuchen verendeten die Tiere nach wenigen Tagen. In London versuchte man, das bereits bei der Ankunft durch den Transport stark geschwächte Tier mit Branntwein zu stärken, es verstarb jedoch nach wenigen Stunden. Erst in den 1970er-Jahren stieg das Interesse an der Haltung von Schweinswalen erneut im allgemeinen Boom der Delfinarien. So hielt man sie in New York (1970), Kopenhagen (1970), Duisburg (1979), Constanța (seit 1971 regelmäßig) und an verschiedenen anderen Orten, meistens nur für wenige Wochen. Die Lebensdauer für Schweinswale in Gefangenschaft liegt bei meist nur zwei bis drei Jahren, ein Teil der Tiere hält jedoch länger durch, so lebt im Fjord og Bælt Centeret in Dänemark noch ein 1997 gerettetes Weibchen. Alle aktuell in Europa gehaltenen Schweinswale sind mindestens seit 7 Jahren in menschlicher Obhut.
Aktuell (2022) werden in Europa neun Schweinswale gehalten (3 Männchen, 6 Weibchen). Bis auf ein in menschlicher Obhut geborenes Weibchen handelt es sich bei allen um gerettete Tiere, die auf Grund ihres Zustands nicht ausgewildert werden können. Ein 1997 gerettetes Weibchen und zwei 2020 gerettete Tiere leben im Fjord og Bælt Centeret, Kerteminde Dänemark, in dem 2007 der erste in Menschenhand geborene Schweinswal das Licht der Welt erblickte. Im Dolfinarium Harderwijk leben zwei 2007 gerettete Weibchen und ein 2012 hier geborenes Weibchen sowie zwei ebenfalls gerettete Männchen von 2009 und 2013. Ein 2011 gerettetes Weibchen lebt bei der Sea Mammal Research Company (SEAMARCO) in den Niederlanden.